# Баума (Цюрих)
Баума (нем. Bauma ZH) — коммуна в Швейцарии, в кантоне Цюрих.
Входит в состав округа Пфеффикон. Население составляет 4191 человек (на 31 декабря 2007 года). Официальный код — 0171.